# Marta od Marsana
Marta od Marsana (ili Amata) bila je vikontesa Marsana u srednjem vijeku.
Bila je kći grofice Bigorre Petronille i njezina petog muža, Bosona. Vjeruje se da je Marta rođena ubrzo nakon vjenčanja svojih roditelja. Bila je treće dijete svoje majke te tako polusestra Alise, grofice Bigorre. Martina polunećakinja bila je grofica Laura.
Marta je naslijedila Marsan od oca te je bila suo jure vladarica Marsana.
Između 1245. i 1250., Marta se udala za Gastona VII. od Béarna. Ovo je popis njihovih kćeri:
- Konstanca de Béarn
- Margareta de Béarn
- Marta de Béarn, žena Gérauda VI.
- Guillemette de Béarn, zaručnica Sanča IV. Kastiljskog i žena aragonskog infanta Petra, koji je bio sin Petra III.